# 1978년 FIFA 월드컵 예선
1978년 FIFA 월드컵 예선에는 총 107개국이 참가를 신청하였는데, 16장의 본선 진출권 가운데 아르헨티나가 개최국 자격으로 자동 진출하게 되었고, 서독이 지난 대회 우승 팀 자격으로 자동 진출하여, 14장의 진출권을 놓고 예선을 치렀다.
1978년 FIFA 월드컵에 출전하게 될 14개의 티켓은 배분은 아래와 같이 이루어졌다.
- 유럽 (UEFA) : 9.5 장 (31개 팀), 8장 (본선 직행) + 1장 (전년도 우승 팀 서독) + 0.5장 (남미와의 대륙간 플레이오프를 통해 결정함)
- 남아메리카 (CONMEBOL) : 3.5장 (9개 팀), 2장 (본선 직행) + 1장 (개최국 아르헨티나) + 0.5장 (유럽과의 대륙간 플레이오프를 통해 결정함)
- 북아메리카 (CONCACAF) : 1장 (17개 팀)
- 아프리카 (CAF) : 1장 (26개 팀)
- 아시아 (AFC)와 오세아니아 (OFC) : 1장 (22개 팀)

## 지역 예선
- 유럽 (UEFA)

1조 - 폴란드 본선 진출.
2조 - 이탈리아 본선 진출.
3조 - 오스트리아 본선 진출.
4조 - 네덜란드 본선 진출.
5조 - 프랑스 본선 진출.
6조 - 스웨덴 본선 진출.
7조 - 스코틀랜드 본선 진출.
8조 - 스페인 본선 진출.
9조 - 헝가리는 남미와의 대륙간 플레이오프 진출.
- 남미 (CONMEBOL)

브라질, 페루 본선 진출. 볼리비아는 유럽과의 대륙간 플레이오프 진출.
- 북중미카리브 (CONCACAF)

멕시코 본선 진출.
- 아프리카 (CAF)

튀니지 본선 진출.
- 아시아·오세아니아 (AFC·OFC)

이란 본선 진출.

## 대륙간 플레이오프
- 유럽 - 남미 플레이오프
  -  헝가리가 합계 9 : 2로 본선 진출.

| 팀 1   | 합계  | 팀 2     | 1차전 | 2차전 |
| ------ | ----- | -------- | ----- | ----- |
| 헝가리 | 9 - 2 | 볼리비아 | 6 - 0 | 3 - 2 |

## 본선 진출국
|  | 본선 진출                 |
|  | 탈락 (기권과 실격을 포함) |
|  | 불참                      |
|  | FIFA 비회원               |

| 팀            | 참가 자격                       | 본선 진출 확정일 | 통산 출전 횟수 | 마지막 진출 | 연속 진출 횟수 | 역대 최고 성적               |
| ------------- | ------------------------------- | ---------------- | -------------- | ----------- | -------------- | ---------------------------- |
| 아르헨티나(H) | 개최국                          | 1966년 7월 6일   | 8              | 1974        | 2              | 우승 (1930)                  |
| 서독(C)       | 1974년 FIFA 월드컵 우승         | 1974년 7월 7일   | 9              | 1974        | 7              | 우승 (1954, 1974)            |
| 브라질        | 남미 최종 예선 1위              | 1977년 7월 14일  | 11             | 1974        | 11             | 우승 (1958, 1962, 1970)      |
| 페루          | 남미 최종 예선 2위              | 1977년 7월 17일  | 3              | 1970        | 1              | 8강 (1970)                   |
| 스코틀랜드    | 유럽 예선 7조 1위               | 1977년 10월 12일 | 4              | 1974        | 2              | 조별 리그 (1954, 1958, 1974) |
| 멕시코        | 북중미 최종 예선 1위            | 1977년 10월 20일 | 8              | 1970        | 1              | 8강 (1970)                   |
| 네덜란드      | 유럽 예선 4조 1위               | 1977년 10월 26일 | 4              | 1974        | 2              | 준우승 (1974)                |
| 폴란드        | 유럽 예선 1조 1위               | 1977년 10월 29일 | 3              | 1974        | 2              | 3위 (1974)                   |
| 오스트리아    | 유럽 예선 3조 1위               | 1977년 10월 30일 | 4              | 1958        | 1              | 3위 (1954)                   |
| 스웨덴        | 유럽 예선 6조 1위               | 1977년 10월 30일 | 7              | 1974        | 3              | 준우승 (1958)                |
| 프랑스        | 유럽 예선 5조 1위               | 1977년 11월 16일 | 7              | 1966        | 1              | 3위 (1958)                   |
| 이란          | 아시아·오세아니아 최종 예선 1위 | 1977년 11월 25일 | 1              | 첫 출전     | 1              | 첫 출전                      |
| 스페인        | 유럽 예선 8조 1위               | 1977년 11월 30일 | 5              | 1966        | 1              | 4위 (1950)                   |
| 헝가리        | 유럽-남미 플레이오프 승자       | 1977년 11월 30일 | 7              | 1966        | 1              | 준우승 (1938, 1954)          |
| 이탈리아      | 유럽 예선 2조 1위               | 1977년 12월 3일  | 9              | 1974        | 5              | 우승 (1934, 1938)            |
| 튀니지        | 아프리카 최종 예선 1위          | 1977년 12월 11일 | 1              | 첫 출전     | 1              | 첫 출전                      |

- (H) - 개최국으로서 자동 진출

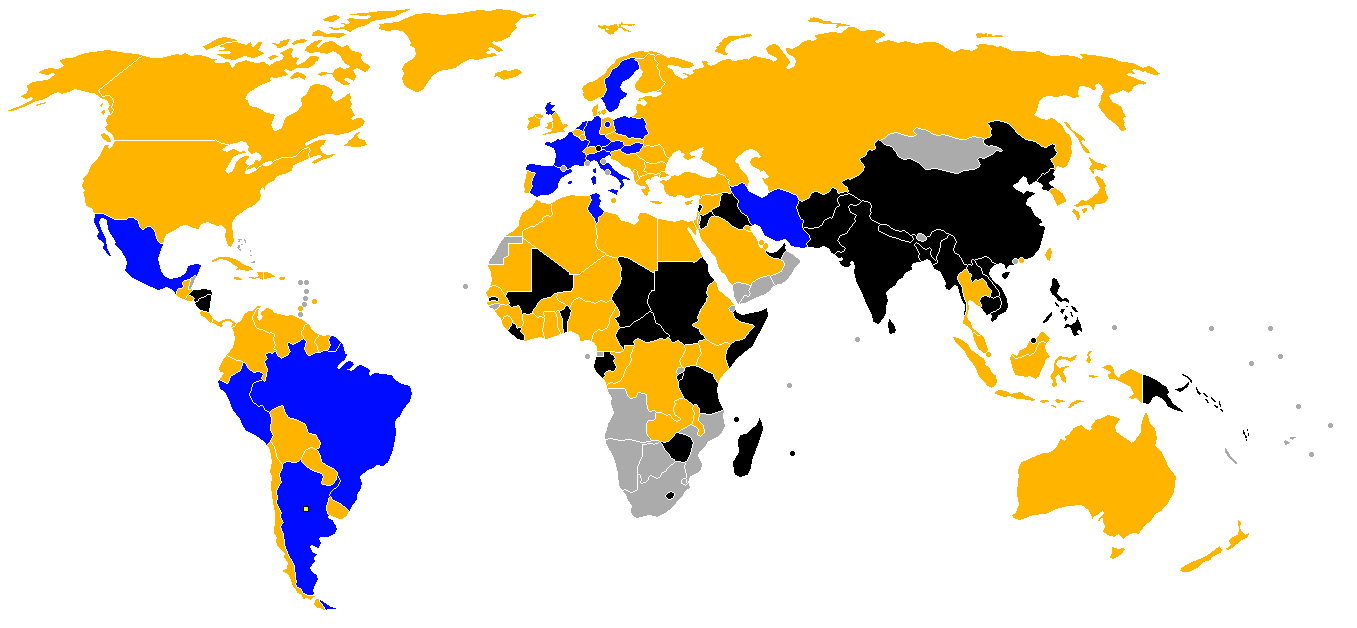
1978년 FIFA 월드컵 예선

- (C) - 1974년 FIFA 월드컵 우승 팀으로서 자동 진출